# Người Mỹ gốc Macedonia
Người Mỹ gốc Macedonia là người Mỹ có nguồn gốc từ người Macedonia. Theo điều tra dân số mới nhất, có khoảng 61.332 người trong số họ, và theo ước tính không chính thức, con số này lên đến 200.000 người. Ngôn ngữ được sử dụng bởi người Macedonia ở Hoa Kỳ chủ yếu là tiếng Macedonia và tiếng Anh và theo tín ngưỡng Chính thống giáo Macedonia.